# Krytyka (kwartalnik)
Krytyka. Kwartalnik polityczny – pierwszy niezależny kwartalnik polityczny w powojennej Polsce. Ukazywał się w latach 1978–1994, łącznie wydano 45 numerów. Pismo nawiązywało do tradycji polskiej lewicy niekomunistycznej. W redakcji m.in. Miklós Haraszti i Václav Havel. Ukazały się tu m.in. teksty Józefa Kuśmierka „O czym wiedziałem” i Václava Havla – „Siła bezsilnych”. Pierwszą publikacją o charakterze czysto literackim, a nie politycznym był „Traktat poetycki. Traktat moralny” Czesława Miłosza.

## Początki
Pierwszy numer (1/2) ukazał się w lipcu 1978 r.

### Pierwszy zespół redakcyjny
Opublikowany – w numerze 2. – skład zespołu redakcyjnego to:
- Stefan Starczewski – redaktor naczelny[1]
- Stanisław Barańczak
- Konrad Bieliński
- Miklós Haraszti (Węgry)
- Václav Havel (Czechosłowacja)
- Jacek Kuroń
- Jan Lityński
- Adam Michnik
- Jan Walc
- Roman Wojciechowski[5].

Do współzałożycieli należał również: prof. dr hab. Jan Kofman (później, od nr. 26 (1987) do końca istnienia redaktor naczelny). W składzie redakcji pojawiał się od nru 6 pod pseudonimem Włodzimierz Mart. Od 1979 r. do końca istnienia pisma współpracownikiem redakcji (od 1990 r. członek zespołu redakcyjnego) był Jan Cywiński. Od samego początku w redakcji pracowały również osoby, które ujawniły się dopiero na fali Solidarnościowej „odwilży”.

### Druk i nakład
Krytyka miała początkowo format A4 (wysokość 30 cm). Miała miękką oprawę. Od numeru 10/11 – miała zmienny format, od numeru 32/33 – format A5 (wysokość 21 cm). Numery 1/2 – 32/33 ukazywały się w podziemiu. Wydawca numerów od 1/2 do 6 nie był ujawniony. Później przyznała się do tego NOWA. NOWA wydrukowała numery: 1–12, 19–21 i 23–32. Wydawnictwo „Krąg” – numery 13/14, 15, 17. Od nr. 34/35 ostatnie numery były wydawane przez Wydawnictwo „Krytyka” i NOWA. Po 1989 r. wydawcami Krytyki były również inne wydawnictwa.
W 1979 r. nakład Krytyki wynosił 2–3 tys. egzemplarzy. Wśród drukarzy NOWEJ byli m.in.: Adam Grzesiak, Ryszard Latecki, Stanisław Łukaszczyk, Roman Wojciechowski.
Krytyka ukazywała się również na Zachodzie. Była przedrukowywana w Londynie nakładem Wydawnictwa Aneks.
Niektóre numery były przedrukowywane przez inne wydawnictwa, np. nr 26 (1987) został przedrukowany przez Wydawnictwo Kwadrat w Toruniu (we współpracy z NOWĄ).

## 1980–1981
Opublikowany (w numerze 8., w 1981 r.) skład zespołu redakcyjnego był następujący:
- Stanisław Barańczak
- Marek Beylin
- dr Mirosława Grabowska (była członkiem redakcji w latach 1982–1989)
- Jan Kofman
- Piotr Łukasiewicz
- Adam Michnik
- Robert Mroziewicz (w latach 80. był zastępcą redaktora naczelnego)
- Stefan Starczewski
- Rafał Zakrzewski (był członkiem redakcji w latach 1980–1991)[11].

Od początku istnienia do ogłoszenia stanu wojennego ukazało się 9 numerów. Numer 10/11 datowany na jesień 1981 r. ukazał się w maju 1982 r.

## Lata 1982–1989
W stanie wojennym siłą napędową redakcji był Jan Kofman (red. nacz. 1982–1995). Współpracował bardzo ściśle z NOWĄ, która była głównym wydawcą kwartalnika i książek Biblioteki Krytyki, a także z Kręgiem (z Andrzejem Chojnowskim i Andrzejem Rosnerem), wydawcą niektórych numerów kwartalnika i części publikacji serii wydawniczej sygnowanej przez Krytykę. Po wpadce redakcji, od czerwca do listopada 1985 aresztowany (wraz z Mirosławą Grabowską i Robertem Mroziewiczem). W ścisłym kierownictwie NOWEJ w 1985–1991.
Od 1984 r. jedną z współpracujących redaktorek była Elżbieta Matysiak (redaktorka NOWEJ od 1983).
W drugiej połowie lat 80. związał się z Krytyką m.in. dr Andrzej Kopacki.

## Po 1989
W ostatnim okresie działania Krytyki do zespołu redakcyjnego dołączył m.in. dr Jarosław Krawczyk.

## Autorzy i współpracownicy
W Krytyce publikowali m.in. Marian Brandys, Jan Józef Lipski, Jerzy Jedlicki, Michał Jagiełło, Milan Kundera, Krzysztof Pomian, Andrzej Werner.
Przykładowo w 38. numerze Krytyki publikowali: Jan Kofman, Adam Michnik, Marek Beylin, Tadeusz Szawiel, prof. dr hab. Piotr Gliński, Radosław Markowski, Sergiusz Kowalski, Krzysztof Wolicki, Jolanta Baluch i Jonathan Luxmoore, Rudolf L Tőkés, Drago Jančar, Jerzy Kopania, Sławomir Mazurek, Irena Grudzińska-Gross, Andrzej Werner, Andrzej Kopacki, Michael Bernhard, Jarosław Krawczyk, Anda Rottenberg, Magdalena Ujma, Piotr Kosiewski.

## Spis numerów i liczby stron
1978: 1/2 (w lipcu ukazał się pierwszy numer z nadrukiem „lato”), 3
1979: 4, 5 (130 stron)
1980: 6, 7
1981: 8, 9, 10/11
1982: 12
1983: 13/14 (250 stron), 15 (275 stron), 16 (273 strony)
1984: 17 (211 stron), 18
1985: 19/20 (354 stron)
1986: 21
1987: 22, 23, 24, 25, 26
1988: 27, 28/29 (238 stron), 30
1989: 31
1990: 32/33 (286 stron)
1991: 34–35 (408 strony), 36, 37 (260 stron)
1992: 38 (272 strony), 39 (288 stron)
1993: 40, 41/42
1994: 43, 44/45.

## Niektóre artykuły
- nr 1/2:
  - Jan Drewnowski – Kapitulacja ideologiczna i ofensywa polityczna, strony 99–105
  - Jan Drewnowski – Nie taka dyskusja jest potrzebna, strony 105–129
- nr 3:
  - Jacek Kuroń – W stronę demokracji
  - Łukasz Socha (pseudonim Marii Turlejskiej) – Polityka zagraniczna Związku Radzieckiego a Polska (lato 1941 – jesień 1944)
- nr 4:
  - Antoni Zambrowski – List do redakcji Krytyki, strony 104–107
  - Marian Klecha – Dialog wrony i skowronka, strony 107–108
  - Wacław Pański (pseudonim Jerzego Holzera) – PPS w latach 1944–48
- nr 5:
  - Václav Havel – Siła bezsilnych
  - artykuły Kisielewskiego, Jana Kielanowskiego, Jana Lityńskiego, Adama Michnika, Bogusława Sonika
- nr 6:
  - Łukasz Socha (pseudonim Marii Turlejskiej) – O prawach i bezprawiu w Polsce lat 1944–1948, strony 80–98
- nr 7:
  - Józef Tischner – W imieniu laickiej lewicy, strony 142–149
  - Leon Grosfeld – Polskie aspekty stosunków niemiecko-sowieckich w przededniu i pierwszym okresie II wojny światowej
- nr 8:
  - Jarosław Ulicki (pseudonim) – Wojna zimowa, strony 124–140
  - Łukasz Socha (pseudonim Marii Turlejskiej) – Z archiwum Bolesława Bieruta, strony 51–88
- nr 10/11
  - Jacek Kuroń – Zło które czynię, strony 158–167
  - Wiktor Kulerski – Los kościuszkowca, strona 205
- nr 12
  - Edyta Podolska (pseudonim) i Zdzisław Imielnicki (pseudonim) – Spisek przeciw prawdzie czyli techniki przemocy propagandowej, strony 71–84
- nr 13/14
  - Adam Michnik – Rozmowa w Cytadeli
  - Łukasz Socha (pseudonim Marii Turlejskiej) – Skazani na śmierć i ich sędziowie, strony 101–159
  - Paryski afisz sprzed 50 lat[17]
- nr 15:
  - Adam Michnik – List z Mokotowa
  - Jan Morawski – System władzy: kryzys i reprodukcja systemu
  - Jan Skir – Reforma gospodarcza po roku – kilka refleksji
  - Antoni Pergod – Czy tak się stać musiało? (Kryzys realnego socjalizmu w Polsce)
  - Ireneusz Krzemiński – KOR w oczach związkowców ’80
  - Janusz Sobczak, Piotr Lewicki – Wschód
  - Andrzej Marek – Z dziejów walki Ukraińców w Rosji o niepodległość
  - Aniela Steinsbergowa – „Protokoły mędrców Syjonu”
  - Abel Kaiser – Żydzi a komunizm
  - Wiktor Kulerski – Marsz
  - Roman Zimand – Gatunek: podróż
  - Paweł Haartman – Kuśmierek o Czechosłowacji
  - Andrzej Płatek – Opozycjochamy
  - Maciej Janowski – Czy literatura stanu wojennego?
  - ZeY (pseudonim Krzysztofa Wolickiego) – uwagi o przeciwniku
  - Nikodem Janicki – Do Autora artykułu „Skazani na śmierć i ich sędziowie”
- nr 17:
  - Tadeusz Aleksandrowicz – Wspomnienie o mecenasie Ludwiku Cohnie,
  - Jadwiga Staniszkis – W trzy lata po sierpniu
- nr 34/35
  - Bronisław Geremek – Marc Bloch: historyk i obywatel, strony 247–267
- nr 37:
  - Jan Kofman – Komentarz na długą zimę
  - Adam Michnik – Diabeł naszego czasu
  - Piotr Łukasiewicz – Polacy są w złym humorze
  - Mirosława Grabowska – System partyjny – w budowie
  - Tomasz Żukowski – Trzecia siła (o partii „X” i Stanie Tymińskim)
  - Eugeniusz Górski – Przewodniczek po demokracji (Hiszpania w 1977 i Polska w 1991)
  - Przyczynek do prehistorii puczu (za biuletynem Tri z 19–21 sierpnia 1991)
  - Socjologowie radzą: śmielej! (za biuletynem Tri z 19–21 sierpnia 1991)
  - Dialogi z Rosjanami (Natalia Bryżko, Jewgienij Kożokin, Arkadij Muraszow, Aleksiej Miller, Olga Jarcewa)
  - Bolesław Sulik – Ostatnie dni Swierdłowska (film All Change for Sverdlovsk; Jekaterinburg)
  - Janusz Radziejowski – „Zarozumiałe, lekkomyślne plemię”. Obraz Polaków w publicystyce rosyjskiej od powstania styczniowego do I wojny światowej
  - Andrzej Drawicz – Przełom (literatura rosyjska w końcu lat 80.)
  - Hermann Rauschning – Rozmowy z Hitlerem (fragmenty książki: Gespräche mit Hitler. 1940 – tłum. Andrzej Kopacki)
  - Czesław Miłosz – Opowieści pana Guze (Zygmunt Guzé; rodzina Miłoszów na Białorusi)
  - Jerzy Jedlicki – Ten staroświecki Jan Józef [Jan Józef Lipski]
  - Jeffrey Goldfarb – Obszary posttotalitaryzmu (tłumaczenie fragmentów książki: Beyond Glasnost. The Post-totalitarian Mind, 1989)
  - Andrzej Werner – Fin de quoi?
  - Janina Zakrzewska – O potrzebie i możliwości dyskusji nad prawem (Lech Falandysz: Ja i moje prawo. Warszawa: Wydawnictwo Kos; Helsińska Fundacja Praw Człowieka, 1991)
  - Tadeusz Szawiel – Spór historyków (Historikerstreit. Spór o miejsce III Rzeszy w historii Niemiec. Londyn: Aneks, 1990. ISBN 0-906601-79-7)
  - Krystyna Śreniowska – Mechanizm bomby (Marcin Kula: Narodowe i rewolucyjne. Londyn, Warszawa: Wydawnictwo Aneks; Biblioteka Więzi, 1991)
  - Elżbieta Wolicka – W mateczniku kolekcjonerów, miłośników i ciekawskich (Krzysztof Pomian: Collectionneurs, amateurs et curieux. Paris – Venise: XVIe-XVIIIe siècle. Gallimard, 1987)
  - Jarosław Krawczyk – Procent od kontemplacji
  - Maria Poprzęcka – Kobieta i sztuka. Na marginesie wystawy w Muzeum Narodowym w Warszawie (Artystki polskie)
  - Magdalena Ujma – Dotknąć skrawka rzeczywistości (Polska – Czas – Sztuka, Zachęta, marzec 1991)
  - Andrzej Kopacki – Wyjeżdżając z leśnej przecinki
  - Krzysztof Wolicki – Polska normalna
- nr 38:
  - Piotr Kosiewski, Ja chudożnyk
- nr 40:
  - Krystyna Kersten – Rok 1956 – punkt zwrotny.

## Biblioteka kwartalnika politycznego Krytyka
Z Krytyką była związana również jej Biblioteka. Redaktorem serii Biblioteki Kwartalnika Politycznego Krytyka (ok. 40 książek z zakresu historii najnowszej, nauk społecznych, publicystyki politycznej) był Jan Kofman.

### Niektóre pozycje Biblioteki kwartalnika politycznego Krytyka
- Jerzy Holzer – „Solidarność” 1980–1981. Geneza i historia, Warszawa, 1983, Krąg, 244 strony
- Adam Michnik – Ugoda, praca organiczna, myśl zaprzeczna, Warszawa, 1983, NOWA, 213 stron
- Václav Havel – Eseje polityczne, Warszawa, 1984, Krąg, 85 stron
- Krystyna Kersten – Narodziny systemu władzy, Polska 1943–1948, Warszawa, 1984, 358 stron
- Jacek Kuroń – Zło, które czynię, NOWA, 1984, 153 strony
- Adam Michnik – Niezłomny z Londynu i inne eseje: lektury więzienne, NOWA, 1984, 181 stron
- Karl Rajmund Popper – Nędza historycyzmu, Z dodaniem fragmentów autobiografii, Warszawa, 1984, Krąg, 220 stron
- Jean-Francois Steiner – Warszawa powstanie 44, Warszawa, 1984, Krąg, 157 stron
- Boris Georg’evič Bażanow – Byłem sekretarzem Stalina, NOWA, 1985, 191 stron
- Adam Michnik – Z dziejów honoru w Polsce, NOWA, 1985, 191 stron
- Zatajony dokument: raport Komisji KC KPCz o procesach politycznych i rehabilitacjach w Czechosłowacji w latach 1949–1968, Warszawa, 1985, Krąg, 173 strony
- Maria Turlejska (pod pseudonimem Łukasz Socha) – Te pokolenia żałobami czarne…: skazani na śmierć i ich sędziowie 1944–56, Warszawa, 1986, NOWA, 328 stron
- Adam Michnik – Takie czasy: rzecz o kompromisie, Warszawa, 1986, NOWA, 102 strony
- Gomułka i inni. Dokumenty z archiwum KC 1948–1982, wstęp, wprowadzenia i przypisy J. Andrzejewski (pseudonim Andrzeja Paczkowskiego), Warszawa, 1986
- John Bierman – Saga o Raoulu Wallenbergu (tłum. Maria Łyszewska), Warszawa, 1987, NOWA, 71 stron
- Artur Gerard London – Byłem członkiem bandy Slánský’ego (tłum. Sławomir Klimaszewski), Warszawa, 1987, NOWA, 164 strony
- Karl Rajmund Popper – Społeczeństwo otwarte i jego wrogowie. T. 1: Urok Platona. (tłum. Tadeusz Korczyc), NOWA, 1987, 314 strony
- Karl Rajmund Popper – Społeczeństwo otwarte i jego wrogowie. T. 2: Wysoka fala proroctw. : Hegel, Marks i następstwa, (tłum. Tadeusz Korczyc), NOWA, 1987, 354 strony
- Berlin 1953, (wybór i wstęp Emil Ast), Warszawa, 1988, NOWA, 41 stron
- Leon Grosfeld – Polskie aspekty stosunków niemiecko-sowieckich w okresie międzywojennym, Warszawa, 1988, NOWA, 43 strony
- Veljko Mićunović – Dziennik moskiewski – 1956, Warszawa, 1988,
- Hanna Arendt – Korzenie totalitaryzmu, t.1. (tłum. Daniel Grinberg (cz. 1, 3), Mariola Szawiel (cz. 2)), Warszawa, 1989, NOWA, 265 stron
- Hanna Arendt – Korzenie totalitaryzmu, t. 2: Przypisy, bibliografia, indeks, (tłum. Daniel Grinberg (cz. 1, 3), Mariola Szawiel (cz. 2)), Warszawa, 1989, NOWA, 265 stron
- Jadwiga Staniszkis – Ontologia socjalizmu, Warszawa, 1989, NOWA
- Krystyna Kersten – Jałta w polskiej perspektywie, Warszawa, 1989, NOWA i Aneks, 260 stron
- Norman Podhoretz – Krwawe skrzyżowanie (tłum. Blanka Kuczborska), Warszawa, 1989, NOWA
- Karl Rajmund Popper – Nędza historycyzmu, Z dodaniem fragmentów autobiografii, Warszawa, 1989, Krąg, wyd. 2, 220 stron
- Jan Walc – Wybieranie, Warszawa, 1989, Oficyna Wydawnicza „Pokolenie”, 269 stron
- Max Weber – Polityka jako zawód i powołanie, Warszawa, 1989, NOWA, 140 stron
- Krzysztof Wolicki (pod pseudonimem ZeY) – Przeciw lamentowi i realizmowi na kacu, Warszawa, 1989, Krąg, 131 stron
- Pierre Hausner – Świat epoki Jałty. Szkice polityczne, Warszawa, 1990, In Plus, 144 strony
- Jacek Kuroń – Wiara i wina: do i od komunizmu, Warszawa, 1990, NOWA, wyd. 3, 371 stron
- Winicjusz Narojek – Socjalistyczne „welfare state”. Studium z psychologii społecznej Polski Ludowej, Warszawa, 1991, PWN
- Andrzej Werner – Pasja i nuda, Zbiór esejów m.in. o Stanisławie Brzozowskim, eseistyce Czesława Miłosza, twórczości Konwickiego, Warszawa, 1991, NOWA, Str. 228, ISBN 83-7054-020-1
- Krystyna Kersten – Polacy, Żydzi, Komunizm: Anatomia półprawd 1939–68, Warszawa, 1992
- Ernest Skalski – Błąd, Warszawa, 1992, NOWA.

## Nagrody
Redakcja Krytyki dostała nagrodę kulturalną „Solidarności” w 1985 r. „różnorodność i wysoki poziom publicystyki”.
Redakcja „Biblioteki Kwartalnika Politycznego Krytyka” dostała nagrodę kulturalną „Solidarności” w 1988 r. za wydanie książki Karla R. Poppera „Społeczeństwo otwarte i jego wrogowie”.

## Ciekawostki
Krytyka była jednym z 9 tytułów, których okładki zostały zaprezentowane w bloczku znaczków podziemnych „Polskie Państwo Podziemne. Prasa Niezależna 1976–1984” wydanym przez Fundusz Grup Oporu RKW NSZZ „Solidarność” Region Mazowsze (Format bloku: 17,5 cm x 16 cm, druk ręczny sitowy).